# الأخفش الأكبر
أبو الخطاب عبد الحميد بن عبد المجيد وشهرته الأخفش الأكبر (ت. 177 هـ / 793 م) هو نحوي عربي.
ولد بهَجَر بالبحرين، و سكن البصرة. كان مولى قيس بن ثعلبة. يعتبر الأخفش أول من كتب تفسير الأشعار بين السطور.
أخذ عنه جماعة من العلماء، منهم: عيسى ابن عمر وأبو عبيدة معمر بن المثنى، و أبو زيد الأنصاري، و الأصمعي، و سيبويه.